# Costa Rica nos Jogos Olímpicos de Inverno de 1980
A Costa Rica competiu nos Jogos Olímpicos de Inverno de 1980, realizados em Lake Placid, Estados Unidos.